# Будкина, Наталия Николаевна
Будки́на, Наталия Николаевна — кино- и телепродюсер, режиссер. Основатель кинокомпании «Талан».

## Биография
Окончила Всероссийский государственный институт кинематографии имени С. А. Герасимова по специальности «Менеджер кино и телевидения», Высшие курсы сценаристов и режиссеров им. Г.Н. Данелии, мастерскую неигрового кино.
Является членом Союза кинематографистов РФ и Гильдии продюсеров России.
Карьеру начала в качестве ассистента вице-президента компании PIDP Inc, эксклюзивного дистрибьютора Warner Bros. на территории России и стран СНГ.
В 2002—2003 годах была приглашена Первым каналом в качестве исполнительного продюсера главного новогоднего шоу страны — «Новогодней ночи на Первом».
В 2003—2005 годах отвечала за организацию съемок новогодних программ для нескольких телеканалов, в том числе за проекты-лауреаты премии ТЭФИ «Ночь в стиле детства» и «По волнам моей памяти» для телеканала СТС.
С 2003 году в должности продюсера телеканала НТВ руководила ежедневной программой «Страна советов», выходившей в эфир полтора года.
В 2004 году основала кинокомпанию «Талан». Первые 10 лет деятельности компания была сфокусирована на производстве телевизионного контента: это сотни часов сериалов, документальных фильмов, праймовых телепередач для топовых телеканалов страны.
С 2014 года компания расширила сферу деятельности и начала производить полнометражные и сложнопостановочные фильмы. Высокий уровень производства, позволил с первых же проектов привлечь международное внимание. Так фильм «Находка» был удостоен приза «Кинотавра» за лучшую операторскую работу, приза зрительских симпатий и за лучший дебют на фестивале русского кино в Онфлере, а исполнитель главной роли Алексей Гуськов был признан лучшим актёром, на фестивале «Black Nights» в Таллине актёр также удостоился приза за лучшую мужскую роль. Четырёхсерийный телевизионный фильм «Орден» получил главную мировую награду в сфере трюков и спецэффектов «Таурус» за лучшие спецэффекты в телефильме.
В 2020 году телесериал "А.Л.Ж.И.Р." был номинирован на премию "Золотой орел" в категории лучший отечественный телесериал (свыше 10 серий). 
В 2022 году Наталия Будкина поступила на Высшие режиссерские курсы имени Г. Н. Данелии, где сначала обучалась в сценарной мастерской, а затем в мастерской неигрового кино. В 2025 году она защитила дипломный фильм «Наедине с другими». В настоящее время Наталия сосредоточена на создании документальных фильмов собственного авторства.

### Кинофильмы
| Год  | Фильм                                                 |
| ---- | ----------------------------------------------------- |
| 2004 | «Странствия и невероятные приключения одной любви»    |
| 2006 | «Бес в ребро или Великолепная четверка»               |
| 2006 | «Острог. Дело Федора Сеченова»                        |
| 2007 | «Застава»                                             |
| 2008 | «Боец. Рождение легенды»                              |
| 2008 | «Аттракцион»                                          |
| 2009 | «Тайная стража 2. Смертельные игры»                   |
| 2009 | "Приказано уничтожить! Операция: «Китайская шкатулка» |
| 2010 | «Дежурный ангел»                                      |
| 2010 | «Была любовь»                                         |
| 2012 | «Фантом»                                              |
| 2012 | «Дежурный ангел 2»                                    |
| 2013 | «Рок-н-ролл под Кремлем»                              |
| 2013 | «Курьерский особой важности»                          |
| 2013 | «Клад могилы Чингисхана»                              |
| 2014 | «Прошлым летом в Чулимске»                            |
| 2015 | «Находка»                                             |
| 2015 | «Райские кущи»                                        |
| 2015 | «Апперкот для Гитлера»                                |
| 2015 | «Орден»                                               |
| 2019 | «А. Л. Ж. И. Р.»                                      |

### Документальное кино
| Год  | Фильм                                         |
| ---- | --------------------------------------------- |
| 2009 | «Убить товарища Сталина»                      |
| 2010 | Документальный цикл «Эффект бабочки»          |
| 2010 | Документальный цикл «Чтобы помнили»           |
| 2010 | «Маршал Жуков»                                |
| 2011 | «Агент А-201. Наш человек в ГЕСТАПО»          |
| 2011 | «Три дня Юрия Гагарина. И вся жизнь»          |
| 2011 | «Жажда»                                       |
| 2012 | «Гробница Бонапарта. Из России с любовью»     |
| 2012 | «1812. Энциклопедия Великой Войны»            |
| 2013 | «Александр Вампилов. Чулимск навсегда»        |
| 2013 | «Олимпиада. Предвкушение»                     |
| 2014 | «Атомная драма Владимира Барковского»         |
| 2015 | «Фундаментальная разведка»                    |
| 2015 | «Последний бой Николая Кузнецова»             |
| 2016 | «Анатолий Яцков. Взломать проект „Манхэттен“» |

### Телевизионные проекты
| Год  | Проект                                                       |
| ---- | ------------------------------------------------------------ |
| 2005 | «Тайная стража»                                              |
| 2005 | «Девять неизвестных»                                         |
| 2007 | Теленовелла «Богатая и любимая»                              |
| 2010 | Теленовелла «Наши соседи»                                    |
| 2011 | Теленовелла «Наши соседи-2»                                  |
| 2012 | Телевизионная программа «Дачные истории с Татьяной Пушкиной» |
| 2013 | Телевизионная программа «На шашлыки»                         |